# Idea princesa
Idea princesa är en fjärilsart som beskrevs av Otto Staudinger 1889. Idea princesa ingår i släktet Idea och familjen praktfjärilar. Inga underarter finns listade i Catalogue of Life.